# شريف رحماني
شريف رحماني 16 جانفي 1945 عين وسارة ولاية الجلفة الجزائر، سياسي جزائري.

## التكوين والاستاذية
- دبلوم المدرسة الوطنية للإدارة (الجزائر) (الدفعة الأولى).
- دكتوراه دولة في تهيئة الإقليم.
- أستاذ في جامعة بواتييه.
- أستاذ في المدرسة الوطنية للإدارة الجزائر.

## الوظائف السياسية والبرلمانية والوزارية
- نائب مدير الجماعات المحلية في وزارة الداخلية
- مدير الإدارة والتمويل المحلي في وزارة الداخلية
- مدير عام الجماعات المحلية في وزارة الداخلية
- المفتش العام في رئاسة الجمهورية.
- والي تبسة (13 مايو، 1984 - 7 مايو، 1986)
- والي الجزائر (31 مايو 1997 - 22 أغسطس 1999 م)
- امين عام وزارة الداخلية
- وزير الشباب والرياضة
- وزير التجهيزات
- وزير التجهيزات وتهيئة الإقليم
- وزير مهمة غير عادية مكلف بإدارة ولاية الجزائر
- الوزير محافظ الجزائر الكبرى
- وزير التهيئة العمرانية والبيئة
- وزير التهيئة العمرانية والبيئة والسياحة
- وزير الصناعة والمؤسسات الصغير والمتوسطة وترقية الاستثمار
- سفير الصحراء والأراضي القاحلة (اتفاقية الأمم المتحدة) ، رئيس مؤسسة صحاري العالم.[6]

## مؤلفاته
- 2017 «المالية البلدية...البلدية الجزائرية غدا»[7]، موضوعه تنظيم المالية المحلية واشكاليتها وتموقع البلديات في النظام السياسي الجزائري.